# روفوس جونز
روفوس جونز (بالإنجليزية: Rufus Jones)‏ هو عالم عقيدة وصحفي وفيلسوف ومؤرخ أمريكي، ولد في 25 يناير 1863 في South China, Maine ‏ في الولايات المتحدة، وتوفي في 16 يونيو 1948 في Haverford, Pennsylvania ‏ في الولايات المتحدة.

## وصلات خارجية
- روفوس جونز على موقع الموسوعة البريطانية (الإنجليزية)